# 14115 Melaas
14115 Melaas eller 1998 QO36 är en asteroid i huvudbältet som upptäcktes den 17 augusti 1998 av LINEAR i Socorro County, New Mexico. Den är uppkallad efter Kathleen Melaas.